# Eviota
Eviota es un género de peces de la familia Gobiidae.

## Especies
- Eviota abax (Jordan & Snyder, 1901)
- Eviota afelei (Jordan & Seale, 1906)
- Eviota albolineata (Jewett & Lachner, 1983)
- Eviota ancora (Greenfield & Suzuki, 2011)
- Eviota atriventris (Greenfield & Suzuki, 2011)
- Eviota bifasciata (Lachner & Karnella, 1980)
- Eviota bimaculata (Lachner & Karnella, 1980)
- Eviota cometa (Jewett & Lachner, 1983)
- Eviota corneliae (Fricke, 1998)
- Eviota disrupta (Karnella & Lachner, 1981)
- Eviota distigma (Jordan & Seale, 1906)
- Eviota dorsogilva (Greenfield & Randall, 2011)
- Eviota dorsopurpurea (Greenfield & Randall, 2011)
- Eviota epiphanes (Jenkins, 1903)
- Eviota fasciola (Karnella & Lachner, 1981)
- Eviota guttata (Lachner & Karnella, 1978)
- Eviota herrei (Jordan & Seale, 1906)
- Eviota hoesei (Gill & Jewett, 2004)
- Eviota indica (Lachner & Karnella, 1980)
- Eviota infulata (Smith, 1957)
- Eviota inutilis (Whitley, 1943)
- Eviota irrasa (Karnella & Lachner, 1981)
- Eviota japonica (Jewett & Lachner, 1983)
- Eviota karaspila (Greenfield & Randall, 2010)
- Eviota kermadecensis (Hoese & Stewartt, 2012)
- Eviota korechika (Shibukawa & Suzuki, 2005)
- Eviota lachdeberei (Giltay, 1933)
- Eviota lacrimae (Sunobe, 1988)
- Eviota latifasciata (Jewett & Lachner, 1983)
- Eviota masudai (Matsuura & Senou, 2006)[
- Eviota melasma (Lachner & Karnella, 1980)
- Eviota mikiae (Allen, 2001)
- Eviota monostigma (Fourmanoir, 1971)
- Eviota nebulosa (Smith, 1958)
- Eviota nigripinna (Lachner & Karnella, 1980)
- Eviota nigriventris (Giltay, 1933)
- Eviota notata[2] (Greenfield & Jewett, 2012)
- Eviota ocellifer (Shibukawa & Suzuki, 2005)
- Eviota pardalota (Lachner & Karnella, 1978)
- Eviota partimacula (Randall, 2008)
- Eviota pellucida (Larson, 1976)
- Eviota prasina (Klunzinger, 1871)
- Eviota prasites (Jordan & Seale, 1906)
- Eviota pseudostigma (Lachner & Karnella, 1980)
- Eviota punctulata (Jewett & Lachner, 1983)
- Eviota queenslandica (Whitley, 1932)
- Eviota raja (Allen, 2001)
- Eviota randalli (Greenfield, 2009)
- Eviota readerae (Gill & Jewett, 2004)
- Eviota rubra (Greenfield & Randall, 1999)
- Eviota rubriguttata (Greenfield & Suzuki, 2011)
- Eviota rubrisparsa (Greenfield & Randall, 2010)
- Eviota saipanensis (Fowler, 1945)
- Eviota sebreei (Jordan & Seale, 1906)
- Eviota sigillata (Jewett & Lachner, 1983)
- Eviota shimadai (Greenfield & Randall, 2010)
- Eviota smaragdus (Jordan & Seale, 1906)
- Eviota sparsa (Jewett & Lachner, 1983)
- Eviota spilota (Lachner & Karnella, 1980)
- Eviota springeri[2] (Greenfield & Jewett, 2012)
- Eviota storthynx (Rofen, 1959)
- Eviota susanae (Greenfield & Randall, 1999)
- Eviota tigrina (Greenfield & Randall, 2008)
- Eviota toshiyuki (Greenfield & Randall, 2010)
- Eviota zebrina (Lachner & Karnella, 1978)
- Eviota zonura (Jordan & Seale, 1906)
- Eviota winterbottomi (Greenfield & Randall, 2010)